# Ок-Ридж (Флорида)
О́к-Ридж (англ. Oak Ridge-Orlando) — статистически обособленная местность, расположенная в округе Ориндж (штат Флорида, США) с населением в 22 349 человек по статистическим данным переписи 2000 года.

## География
По данным Бюро переписи населения США статистически обособленная местность Ок-Ридж имеет общую площадь в 11,4 квадратных километров, из которых 10,88 кв. километров занимает земля и 0,52 кв. километров — вода. Площадь водных ресурсов округа составляет 4,56 % от всей его площади.
Статистически обособленная местность Ок-Ридж расположена на высоте 27 м над уровнем моря.

## Демография
| Год переписи        | Нас.  |  | %±    |
| ------------------- | ----- |  | ----- |
| 1980                | 15477 |  | —     |
| 1990                | 15388 |  | −0,6% |
| 2000                | 22349 |  | 45,2% |
| 1980–2000 Источник: |       |  |       |

По данным переписи населения 2000 года в Ок-Ридж проживало 22 349 человек, 5379 семей, насчитывалось 7389 домашних хозяйств и 7791 жилой дом. Средняя плотность населения составляла около 1960,44 человек на один квадратный километр. Расовый состав населённого пункта распределился следующим образом: 43,08 % белых, 28,44 % — чёрных или афроамериканцев, 0,41 % — коренных американцев, 5,67 % — азиатов, 0,29 % — выходцев с тихоокеанских островов, 8,19 % — представителей смешанных рас, 13,92 % — других народностей. Испаноговорящие составили 41,42 % от всех жителей статистически обособленной местности.
Из 7389 домашних хозяйств в 41,5 % воспитывали детей в возрасте до 18 лет, 43,0 % представляли собой совместно проживающие супружеские пары, в 21,4 % семей женщины проживали без мужей, 27,2 % не имели семей. 18,0 % от общего числа семей на момент переписи жили самостоятельно, при этом 2,5 % составили одинокие пожилые люди в возрасте 65 лет и старше. Средний размер домашнего хозяйства составил 3,02 человек, а средний размер семьи — 3,40 человек.
Население статистически обособленной местности по возрастному диапазону по данным переписи 2000 года распределилось следующим образом: 29,6 % — жители младше 18 лет, 12,7 % — между 18 и 24 годами, 34,9 % — от 25 до 44 лет, 17,5 % — от 45 до 64 лет и 5,3 % — в возрасте 65 лет и старше. Средний возраст жителей составил 29 лет. На каждые 100 женщин в Ок-Ридж приходилось 101,9 мужчин, при этом на каждые сто женщин 18 лет и старше приходилось 101,0 мужчин также старше 18 лет.
Средний доход на одно домашнее хозяйство статистически обособленной местности составил 30 290 долларов США, а средний доход на одну семью — 31 422 доллара. При этом мужчины имели средний доход в 21 991 доллар США в год против 18 573 доллара среднегодового дохода у женщин. Доход на душу населения статистически обособленной местности составил 30 290 долларов в год. 17,2 % от всего числа семей в населённом пункте и 19,6 % от всей численности населения находилось на момент переписи населения за чертой бедности, при этом 25,9 % из них были моложе 18 лет и 11,6 % — в возрасте 65 лет и старше.